# Glasbena matica

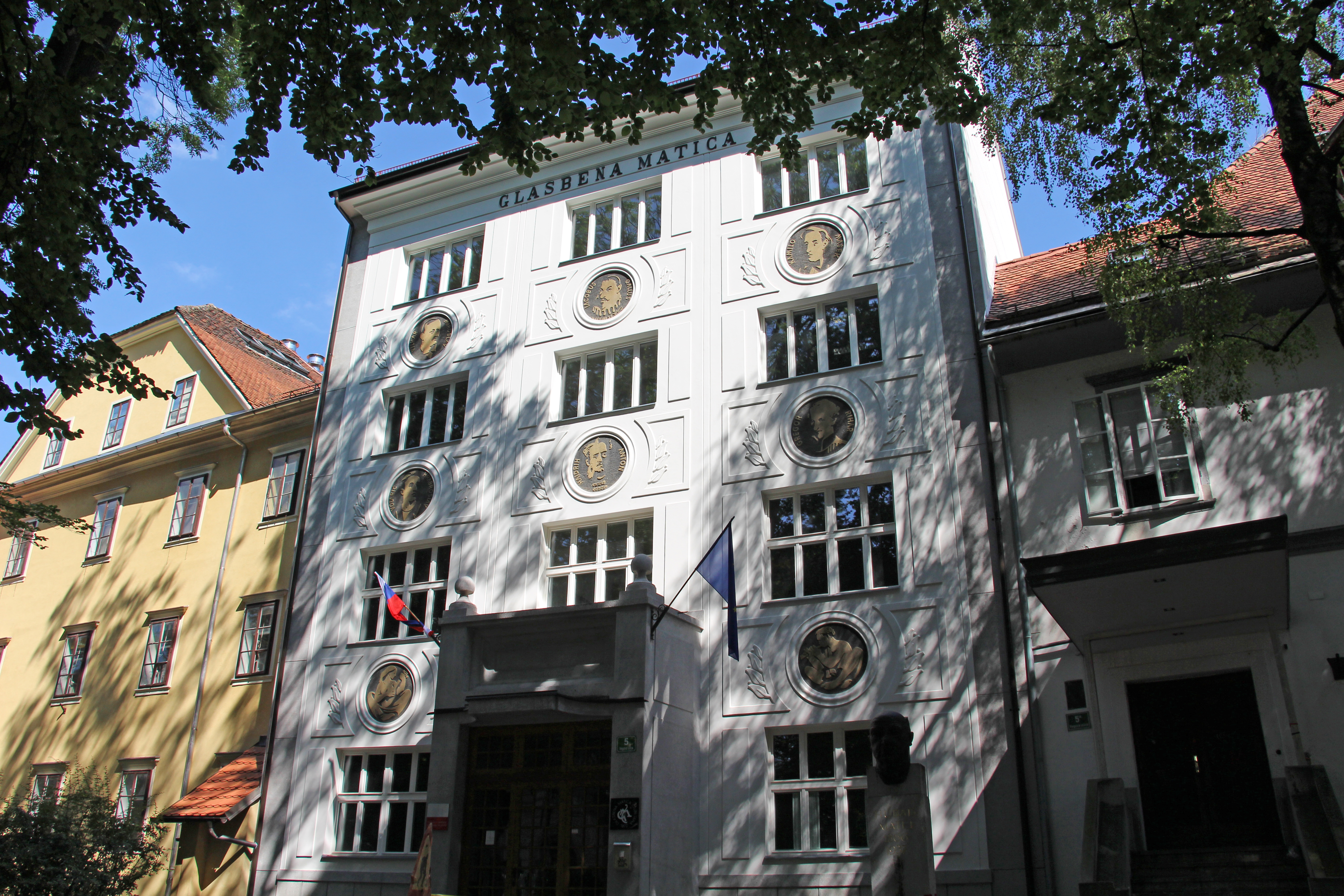
Haus der Glasbena matica Ljubljana in der Vegova ulica

Glasbena matica (SM) – sinngemäß: Slowenische Musikvereinigung – ist die Bezeichnung für slowenischsprachige Kulturvereine, deren Ziel es ist, die slowenische Musikkultur zu bewahren und zu fördern.

## Geschichte
Dis Bezeichnung Matica bezieht sich auf die Bezeichnung der slawischen Vereine, die im 19. Jahrhundert in der Habsburgermonarchie zur Unterstützung literarischer und anderer kultureller Tätigkeit entstanden waren. Die erste Musikvereinigung namens Glosbema matica wurde im August 1872 in Laibach/Ljubljana gegründet. Als Ursache für die Gründung wird die Benachteiligung der slowenischen gegenüber der deutschsprachigen Musikkultur durch die damalige Philharmonischen Gesellschaft in Ljubljana (Academia Philharmonicorum Labacensium) angegeben. Das Anliegen der Neugründung war es, slowenische Autoren zum Komponieren zu ermutigen, slowenische Kompositionen zu veröffentlichen, Volkslieder zu sammeln, Musikunterricht zu geben und Musikgruppen zu bilden. 1882 entstand in diesem Rahmen in Laibach die Musikschule, 1891 wurde ein gemischten Chor gegründet.
Um die Jahrhundertwende bildeten sich entsprechende Vereinigungen in Novo Mesto, Gorica und Triest, 1919 in Maribor.

## Glasbena matica Ljubljana
1920 erhielt die Musikschule der Glasbena matica Ljubljana den Status eines Musikkonservatoriums, das 1927 verstaatlicht wurde; daraus entwickelte sich 1939 die Musikakademie Ljubljana. 1919 trat auch die Philharmonische Gesellschaft der Glasbena matica bei, 1922 wurde das Musikarchiv und 1934 das Institut zur Erforschung der slowenischen Musikfolklore gegründet. 1945 wurde die GM Ljubljana verstaatlicht und musste den Hauptteil der Tätigkeiten einstellen. Erst 1998 wurde das Eigentum – unter anderem Gebäude in der Vegova ulica 5 und in der Gosposka ulica in der Altstadt von Ljubljana – der Vereinigung zurückgegeben.